# لیورپول ۴-۳ نیوکاسل یونایتد (۱۹۹۶)
در ۳ آوریل ۱۹۹۶، لیورپول در فصل ۹۶–۱۹۹۵ در لیگ برتر در آنفیلد به مصاف نیوکاسل یونایتد رفت. لیورپول در این دیدار پیروز شد و چهار گل به ثمر رساند. نیوکاسل نیز سه گل به ثمر رساند. گل پیروزی لیورپول را استن کالیمور در دقیقه دوم وقت تلف شده (دقیقه ۹۲) به ثمر رساند. قبل از این مسابقه، هر دو باشگاه بازی‌های قبلی خود را باخته بودند اما هنوز شانس قهرمانی در لیگ را داشتند و می‌خواستند فاصله بین خود و منچستریونایتد صدرنشین را کاهش دهند. نیوکاسل که در کریسمس ۱۰ امتیاز جلو بود، در دو ماه پیش از بازی دچار افت شده بود و در مارس ۱۹۹۶ تنها یک بازی از چهار بازی را برده بود در نتیجه صدرنشینی را در لیگ به منچستریونایتد واگذار کرده بود. لیورپول شش بازی از ۹ بازی اخیر خود در لیگ در ماه‌های فوریه و مارس را برده بود، بیشترین تعداد گل را در لیگ به ثمر رسانده و کمترین تعداد گل را تا این بازی دریافت کرده است.
لیورپول بازی را در حالی آغاز کرد که تیم آینده‌دارتری به نظر می‌رسید. رابی فاولر گل اول را به ثمر رساند. لس فردیناند، مهاجم نیوکاسل در دقیقه دهم گل تساوی را به ثمر رساند و دیوید ژینولا، وینگر تیم نیوکاسل، چهار دقیقه بعد، گل برتری را. لیورپول به وسیله فاولر در اوایل نیمه دوم به گل تساوی رسید اما نیوکاسل با گل دقیقه ۵۷ فاوستینو آسپریلا برتری را دوباره به دست آورد. استن کالیمور در دقیقه ۶۸ گل تساوی را برای لیورپول به ثمر رساند. در وقت‌های تلف‌شده، کالیمور گل دوم خود را در این مسابقه به ثمر رساند که حاصل یک و دوی ایان راش با جان بارنز بود. این برد صحنه‌های تاریخی از شادی را برای هواداران لیورپول در آنفیلد ثبت کرد و نیوکاسل به دومین شکست متوالی خود در لیگ محکوم شد و شانس قهرمانی آنها را کاهش یافت، اگرچه در نهایت منچستریونایتد تا آخرین بازی فصل قهرمان‌اش را نتوانست قطعی کند.

## قبل از بازی
هر دو تیم از مدعیان قهرمانی بودند و با برد در این بازی می‌توانستند شانس خود برای قهرمانی را افزایش بدهند.
|   | باشگاه                        | تعداد بازی | برد | مساوی | باخت | گل زده | گل خورده | امتیاز |
| - | ----------------------------- | ---------- | --- | ----- | ---- | ------ | -------- | ------ |
| ۱ | منچستر یونایتد                | ۳۲         | ۲۰  | ۷     | ۵    | ۵۹     | ۳۰       | ۶۷     |
| ۲ | باشگاه فوتبال نیوکاسل یونایتد | ۳۰         | ۲۰  | ۴     | ۶    | ۵۵     | ۲۸       | ۶۴     |
| ۳ | لیورپول                       | ۳۱         | ۱۷  | ۸     | ۶    | ۶۰     | ۲۷       | ۵۹     |

## بازی
کوین کیگان، سرمربی نیوکاسل، پس از باخت به آرسنال، یک تغییر در تیم ایجاد کرد. کیگان استیو واتسون را جایگزین وارن بارتون کرد. آنها در ترکیب ۴-۴-۲ صف آرایی کردند. لیورپول جای مایکل توماس، جیمی ردنپ و به جای دومینیک متئو، راب جونز بازی کرد. روی ایوانز از ترکیب ۳-۴-۲-۱ استفاده کرد که در طول فصل آزمایش کرده بود. استیو مک منمن به عنوان رابط بین خط میانی و یک سوم هجومی عمل کرد. این مسابقه در ابتدا برای ۳۰ مارس ۱۹۹۶ ترتیب داده شده بود، اما به دلیل بازی لیورپول در جام حذفی در آن آخر هفته، این بازی توسط لیگ برتر و پخش کننده اسکای‌اسپورت به ۳ آوریل موکول شد.